# Салтово-маяцкая культура

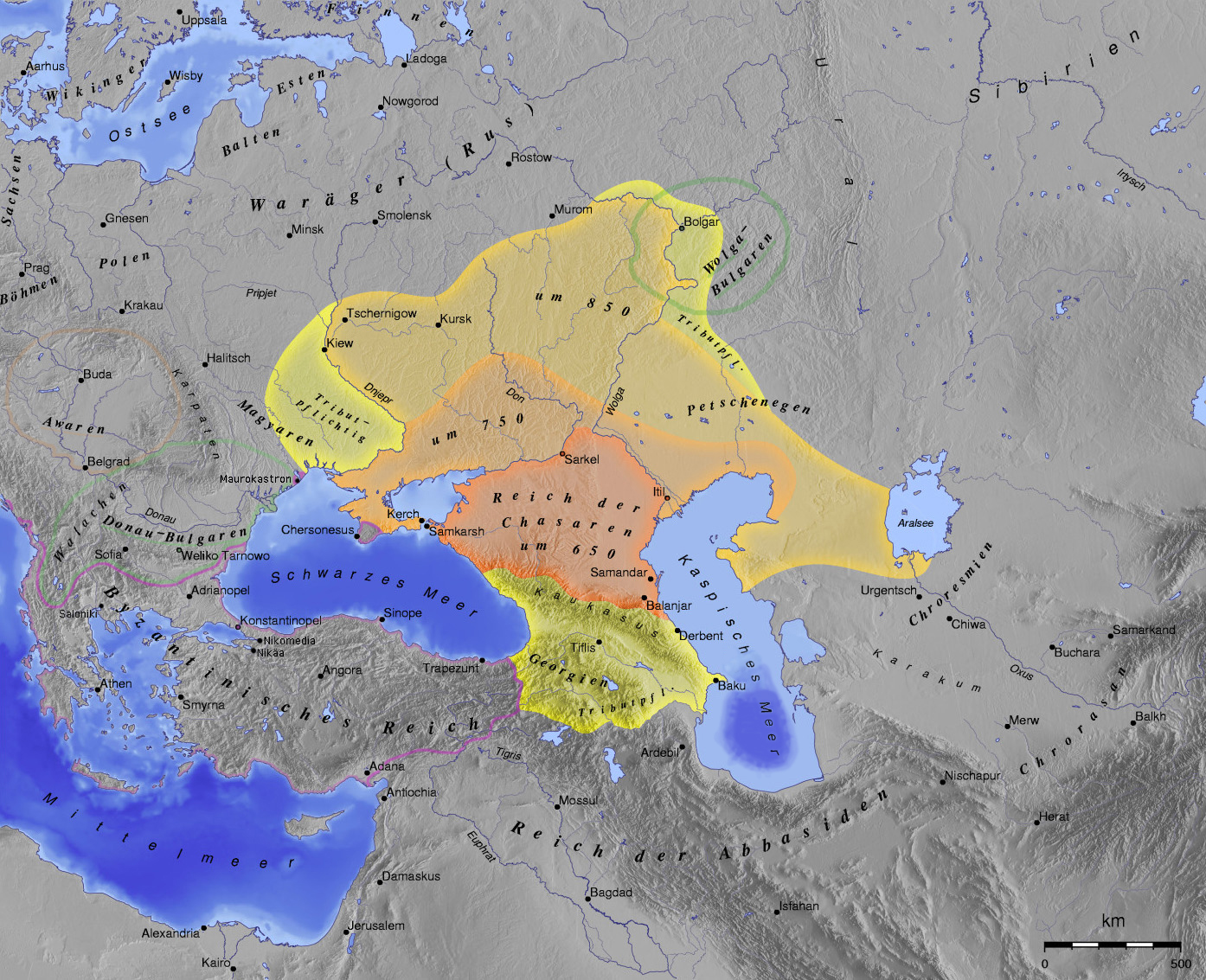
Хазарский каганат

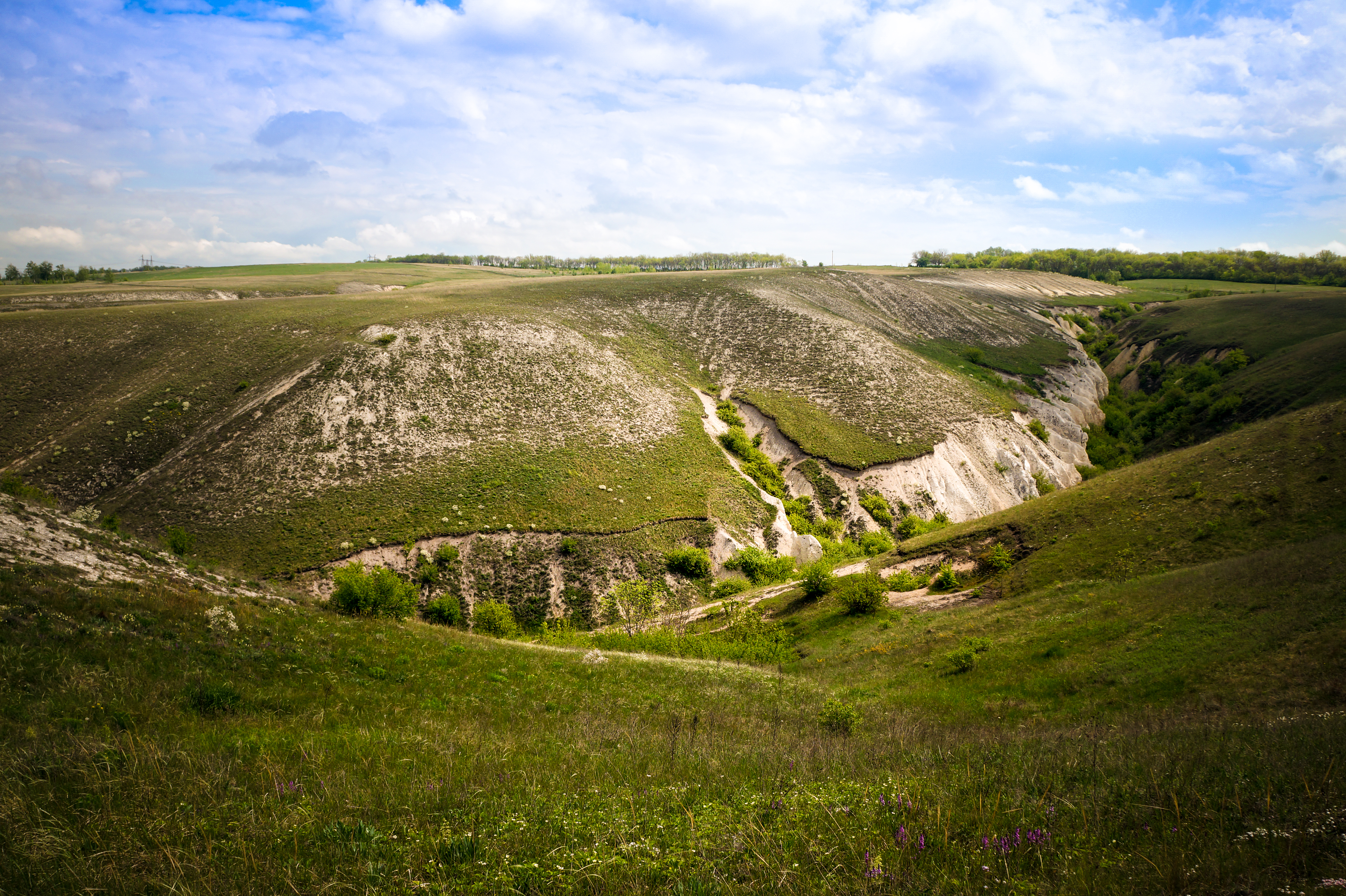
Маяцкое городище

Са́лтово-мая́цкая культу́ра (салтовская культура, салтовская культурно-историческая общность) — археологическая культура, распространённая на юге России и юго-востоке Украины. Датируется серединой VIII — началом Х века, периодом господства в этом регионе Хазарского каганата.
Название дано по двум крупным памятникам — Салтовскому городищу близ села Верхний Салтов на правом берегу Северского Донца (Харьковская область, начало раскопок — 1900 год) и Маяцкому городищу близ впадения в Дон реки Тихая Сосна (Воронежская область, 1906 год). Термин салтовская культура введён в научный обиход С. Н. Замятниным и В. А. Бабенко в 1920-х годах. До того её именовали хазарской или культурой Верхнего Салтова. Термин салтово-маяцкая культура (другой вариант — салтовско-маяцкая культура) предложен И. И. Ляпушкиным и М. И. Артамоновым.
В узком смысле — культура населения лесостепной части Подонья, сложившаяся в результате переселения в этот регион аланских племён. Генетически связана с культурой алан Северного Кавказа. В широком смысле салтово-маяцкую культуру принято определять как «государственную культуру Хазарского каганата» и включать в её ареал степное Подонье, Приазовье, Тамань, Восточный Крым, Нижнее Поволжье и Прикаспийский Дагестан. В этом случае культура подразделяется на два локальных варианта: лесостепной аланский, который в антропологическом смысле представлен долихокефальным населением, и степной, условно называемый «болгарским», с брахикефальным населением. Последний, в свою очередь, также делится на несколько территориальных вариантов. Данная точка зрения впервые высказана (в виде гипотезы) М. И. Артамоновым, объединившим салтовские памятники с типологически и исторически близким районом Нижнего Подонья. Окончательное оформление концепция получила в работах С. А. Плетнёвой, став общепринятой. В настоящее время прямое тождество салтово-маяцкой культуры с Хазарией остаётся широко используемым в научной литературе, хотя и подвергается критике со стороны некоторых исследователей.

## История исследований

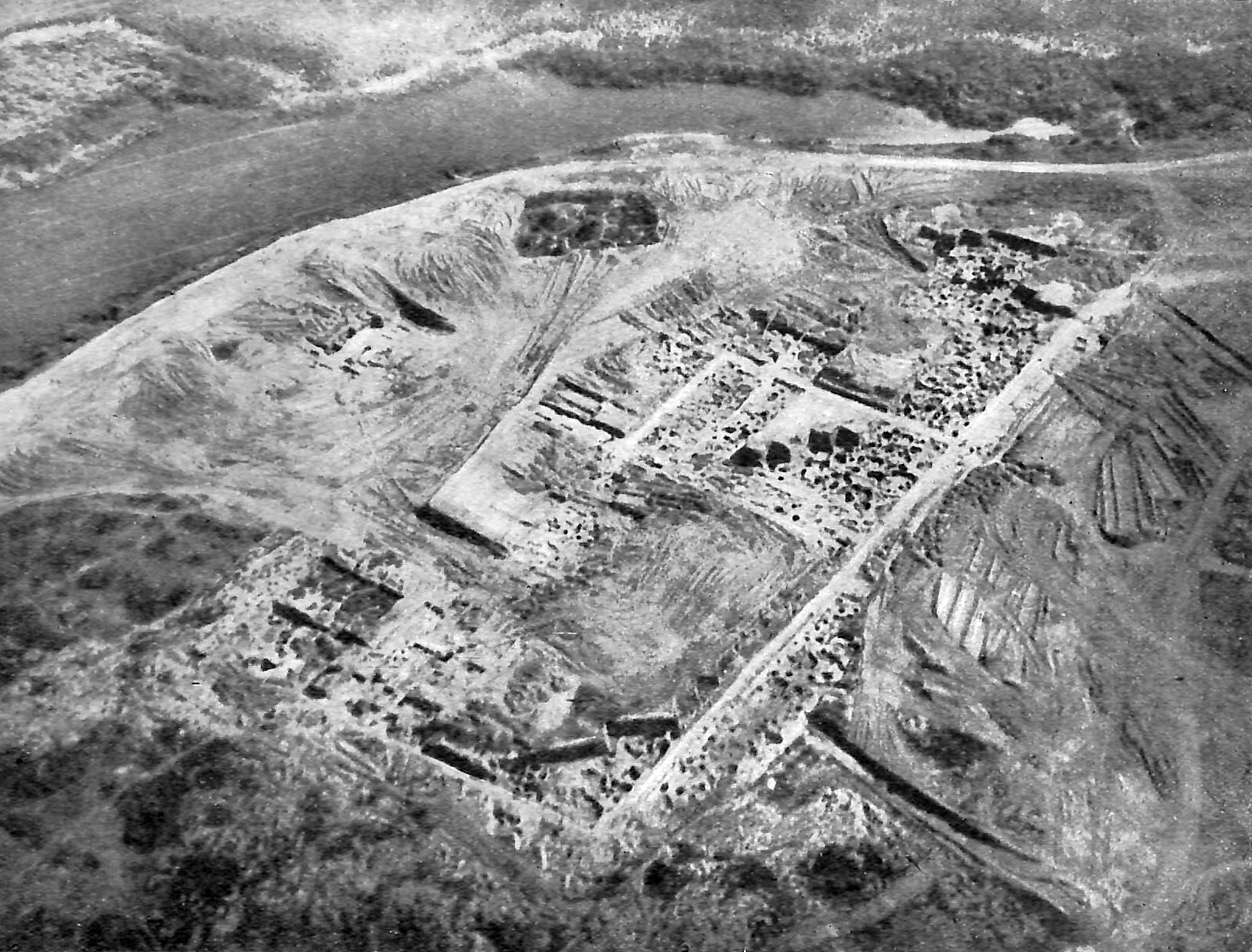
Место крепости Саркел. Фото раскопок под руководством М. И. Артамонова в 1951 году

Исследование памятников Верхнего Салтова началось в 1900 году местным учителем В. А. Бабенко, который на склоне одного из оврагов обнаружил древнее захоронение в катакомбе. Раскопками, проведёнными в послевоенное время, было установлено, что здесь находятся остатки средневекового города. Располагался он на правом берегу Северского Донца.
Площадь города составляла около 120 гектаров. Укрепления сохранились частично, остатки оборонительных стен, свидетельствующие о былой мощи древнего города, скрыты под землёй. Посредине городища проходил глубокий ров, разделяющий крепость на две части, периметр ограждался каменной стеной. Стены были укреплены с обеих сторон каменным панцирем, выложенным из плит песчаника.
Вокруг городища находилось несколько неукреплённых селений. Возле северного рва городища обнаружено большое количество погребов и хозяйственных ям, однако не найдено ни одного жилища. На селищах найдены фрагменты керамики, массивные рыболовные крючки, пряслица от ткацких станков, различные орудия труда.

## Материальная культура

### Жилища
Типичная модель жилой постройки Маяцкого комплекса — прямоугольная полуземлянка, углубленная до 0,95 м, площадью от 11,7 до 18,3 м². Строительная конструкция опорно-столбовая или дощато-плаховая. Коридор отсутствует. В центре постройки находится очаг. Примером этой модели являются постройки № 3 и № 30 Маяцкого селища.
Типичная модель постройки на Дмитриевском комплексе выглядит следующим образом. Это прямоугольное бескоридорное жилище, углубленное в материковое основание на 0,8 м, площадью около 9 м², с открытым очагом в центре жилища, с обработанным полом.
Для Верхнесалтовского комплекса характерна квадратная полуземлянка, углубленная в материковое основание на 1,4 м, площадью около 16 м². Конструкция постройки — опорно-столбовая, очаг расположен в центре или у стены жилища.
В Степном Подонцовье преобладают жилища квадратной формы (около 40 %), в лесостепном варианте — прямоугольной формы (около 63 %). В степном варианте преобладают жилища углубленные до 1,5 м, для лесостепного варианта не характерны постройки глубиной более 1 м. Средняя площадь жилищ Степного Подонцовья около 22 м², в лесостепном варианте — около 14 м². Очаги и печи встречены в постройках обоих вариантов, но их соотношение различается: в лесостепном варианте — 7:1, в степном — 4:1. Тандыры (хлебные печи) характерны для степных жилищ. В Степном Подонцовье, по данным Л. И. Красильниковой, выявлен 21 тандыр, практически в каждой третьей постройке. На анализируемых поселениях лесостепного варианта предположительно зафиксирован лишь один тандыр (постройка 14 Дмитриевского комплекса).
Таким образом, можно сделать вывод о наличии не только общих черт, но и видимых различий в домостроительной традиции населения степного и лесостепного вариантов салтово-маяцкой культуры.
По соседству с носителями салтово-маяцкой культуры в Подонье обитали летописные северяне и вятичи — носители роменско-боршевской культуры. Для населённого ими городища Титчиха характерна большая глубина котлованов жилищ (около 1 м) в сравнении с Маяцким комплексом. В плане конструкции жилых построек Маяцкого комплекса и городища Титчиха принципиальных отличий не наблюдается. На обоих памятниках встречаются опорно-столбовая и дощато-плаховая конструкции. Не характерны для построек городища Титчиха хозяйственные ямы, ниши. Наиболее важным отличием полуземляночных построек городища Титчиха и Маяцкого комплекса являются отопительные устройства. На городище Титчиха это печи четырёх типов: из камней, из глины и камней, из глины, печи с частичным использованием материка. Печи первых двух типов абсолютно преобладают (86 %). Очаг встречен лишь в одном случае. А. З. Винников выделяет только два типа печей: печи-каменки и печи из камней и глины. По подсчетам исследователя, процентное соотношение печей этих двух типов составляет 25 % и 75 %.

### Хозяйство

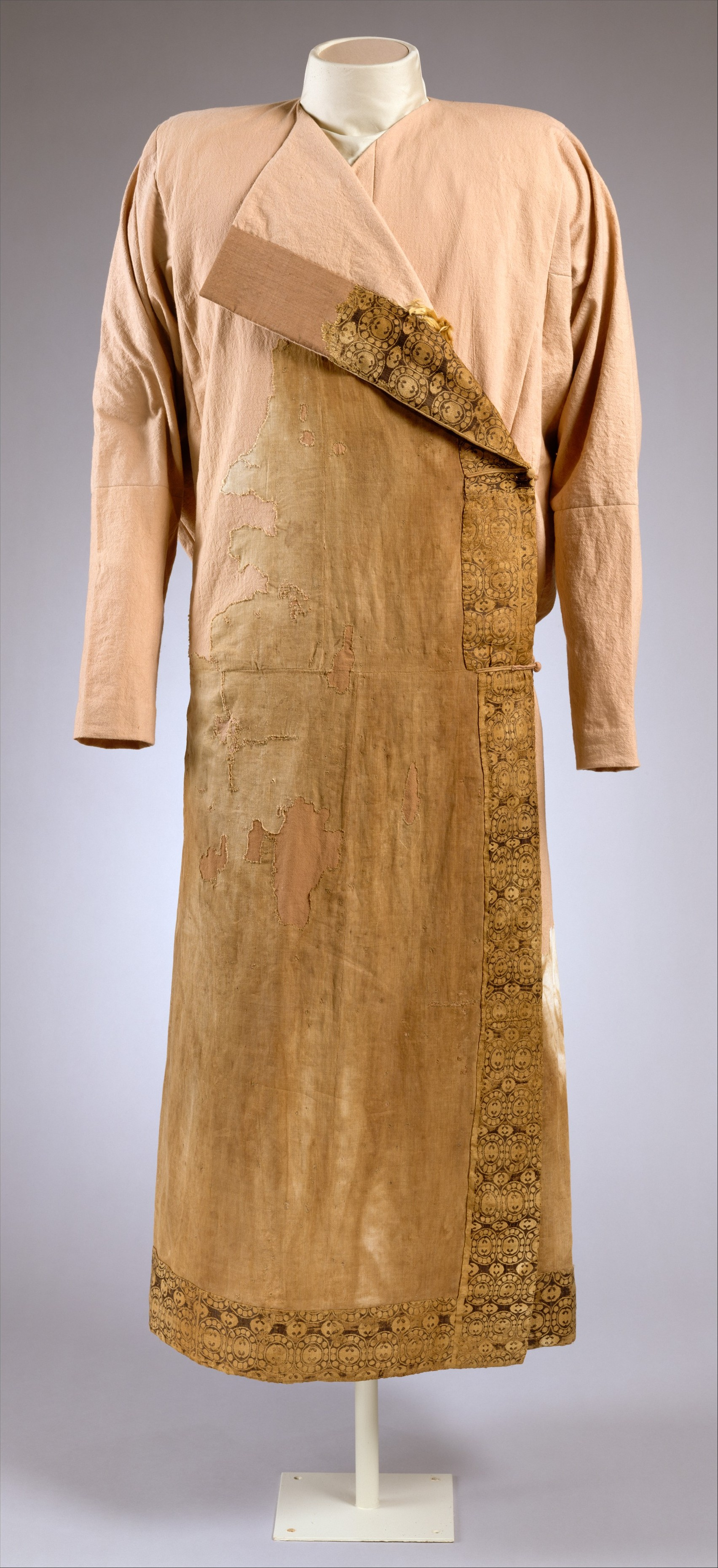
Кафтан из Мощевой Балки (VIII век)

Жители Хазарского каганата были не только кочевниками: найдено более сотни поселений с обширными следами земледельческого хозяйства. Археологические находки включают в себя сооружения, такие как крепкие дома, загоны для скота, сараевидные сооружения и другие надворные постройки. Возводились мощные крепости, такие как Саркел, построенная из кирпича. Кроме земледелия, население Хазарии занималось рыболовством, скотоводством и металлургией. Также в каганате было развито гончарное производство. Был свой алфавит, что подтверждается находками рунических граффити. Эти короткие записи пока не дешифрованы.
Большинство дирхемов Аббасидов и Омейядов из салтовских комплексов отчеканено в VIII веке. В закрытом погребальном комплексе они обычно происходят из погребений более поздних салтовских горизонтов II—IV. Находки дирхемов IX века в салтовских погребениях и кладах редки и представлены лишь выпусками до 814 года.

### Духовная культура
Духовная культура СМК довольно разнообразна. Мнения историков и археологов иногда разнополярны в выводах, так как исследования в этом направлении затруднительны в связи со скудностью письменных источников, которые могли бы донести до нас пантеон чтимых божеств в разноплеменном Хазарском каганате.
Найденные при археологических раскопках символы и амулеты дают возможность примерно определить мифологию и верования населения салтово-маяцкого археологического пласта. Такие шаги были сделаны С. А. Плетнёвой. Она провела исследования с металлическими амулетами, граффити, а также с тамгообразными символическими знаками. В этом же направлении вела свои изыскания В. Е. Флерова: также керамические клейма, амулеты и талисманы. С. А. Плетнёва высказала мнение, что в связи с изучением источников, относящихся к верованиям населения этой культуры, таким как краткие письменные и археологические, показывают отражение основных религиозных взглядов жителей лесостепных и степных районов Подонья и, следовательно, народов всего Хазарского каганата. Отмечается синкретизм, присущий кочевникам, в котором древнейшие формы религий (тотемизм, культ предков, нагуализм, промысловые и аграрные культы, шаманизм) переплетены с более поздними. Несмотря на отсутствие прямых подтверждений в письменных источниках, по косвенным признакам специалисты предполагают, что наряду с ранее указанными культами мог быть культ верховного божества, Тенгри-хана, а также культ вождей, составляющий оппозицию вышеперечисленным более древним культам. Ни о каком синкретизме ни с исламом, ни с иудаизмом или христианством даже не ставится вопрос, так как ни одна из вышеуказанных религий не повлияла на отражённую в материальной культуре религиозно-мифологическую систему верований в Хазарском каганате времени салтово-маяцкой культуры.

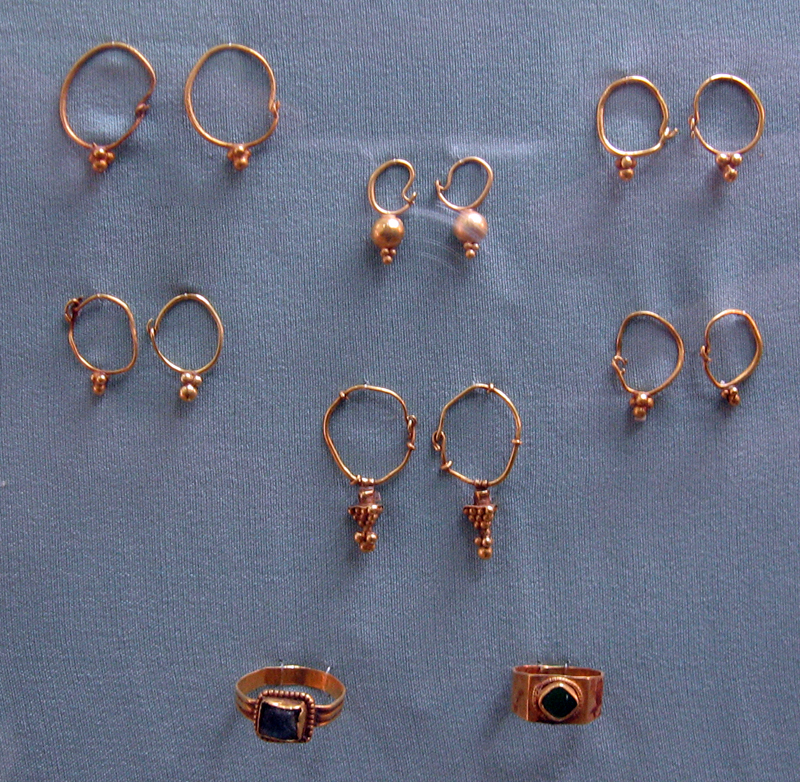
Женские украшения, VIII—IX века
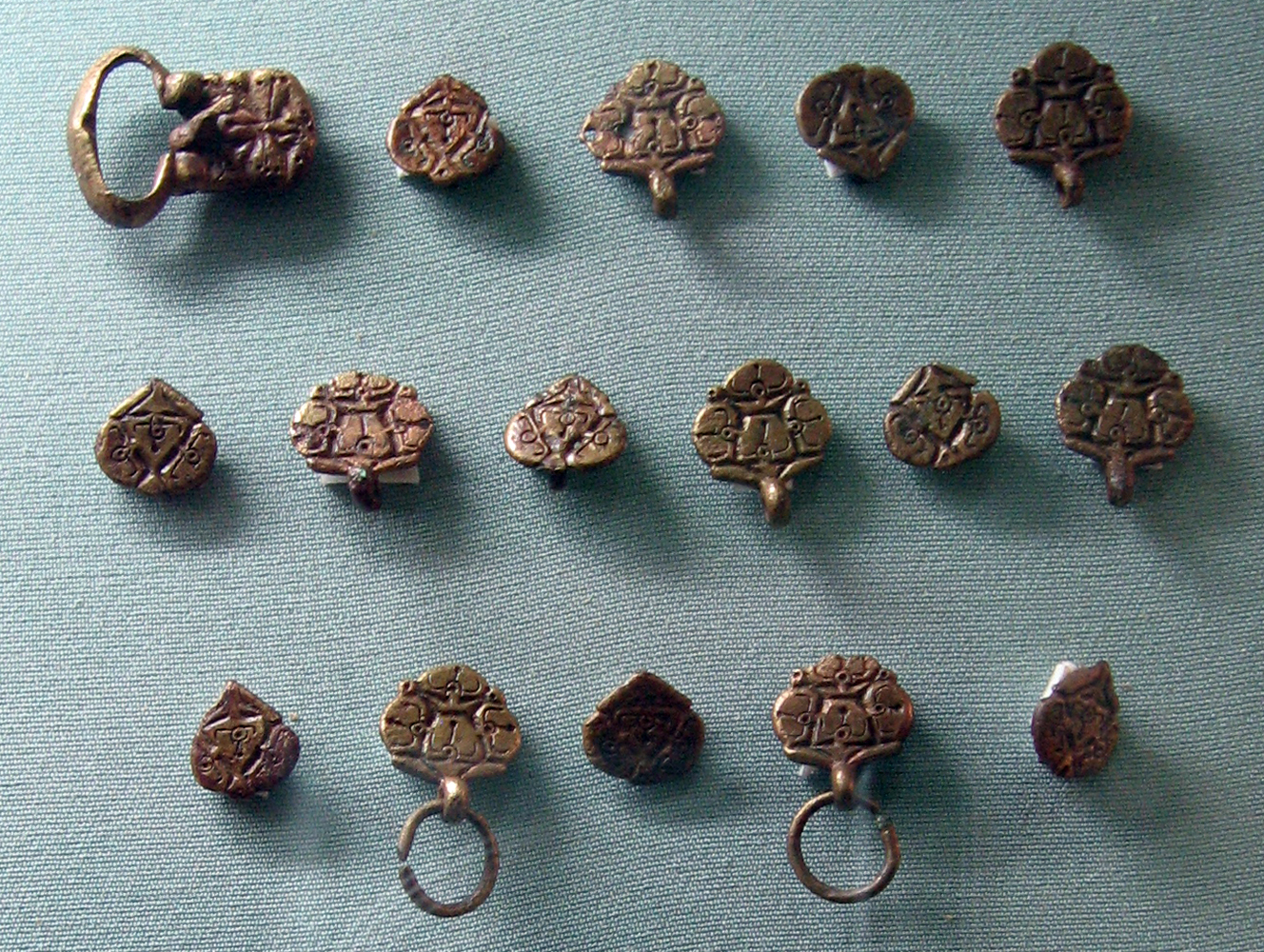
Детали мужского поясного набора, VIII—IX века
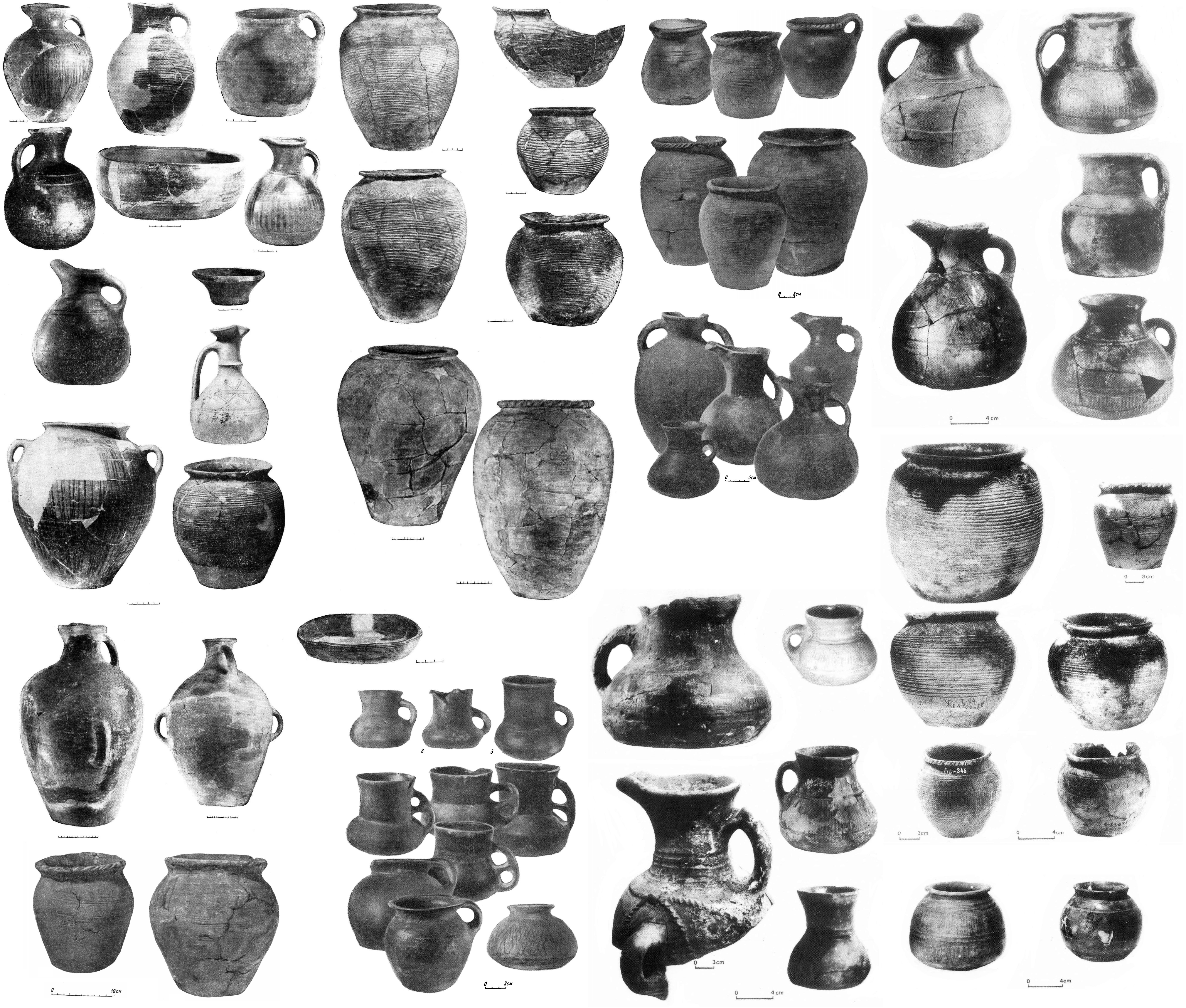
Виды салтовской посуды

### Письменность
Попытки расшифровки рунических памятников бассейна Дона с помощью тюркских или иранских языков не дают убедительных результатов. Донские надписи имеют сходство с надписями из Румынии: с надписями на предметах Надьсентмиклошского клада и с рунической группой из Мурфатларского храмового комплекса близ Мурфатлара (Басараби). Параллели донских рун с балканскими по происхождению алфавитами дают основания и для фонетических сравнений. Полученные переводы отражают народно-латинскую лексику, что может свидетельствовать как о миграции из Подунавья, так и о культурном влиянии бывших провинций Рима.

### Погребальный обряд
Полиэтничное население Хазарии имело различия в погребальной обрядности. Катакомбный обряд в большей степени свойственен аланскому населению, черепа в этих погребениях относятся к европеоидам долихокранам-аланам. Ямные погребения относятся к европеоидам-брахикранам с незначительной примесью монголоидности. Как упоминалось выше, их считают прабулгарскими (булгарскими) или, возможно, хазарскими. Подобные черепа найдены при археологических раскопках на территориях Волжской Булгарии и Дунайской Болгарии, а также в степях Крыма. На всех территориях Салтово-маяцкой культуры находят также мезокранные черепа, что указывает тем самым на взаимную ассимиляцию культур.
Остаётся дискуссионным вопрос этнической принадлежности носителей кремационного обряда погребения, а также выделение собственно хазарских погребений.
В. Е. Флёрова считает, что некоторые элементы погребальной обрядности салтово-маяцкой культуры были привнесены на Дон в VII—VIII веках мигрантами из Карпато-Дунайского бассейна.

## Палеогенетика
У представителей салтово-маяцкой культуры из катакомбных некрополей Дмитриевский и Верхнесалтовский-IV была обнаружена Y-хромосомная гаплогруппа G2 и митохондриальная гаплогруппа I. С точки зрения авторов данного исследования катакомбный характер погребения, ряд краниологических показателей и иные данные, совпадающие с ранее исследованными образцами на Кавказе позволяют идентифицировать захороненных как алан. Так, например, по антропологическим показателям индивиды из ямных погребений были определены как носители примеси восточного одонтологического типа, в то время как исследованные по гаплогруппе образцы имели европеоидное происхождение. Венгерскими учёными при изучении образцов из Верхесалтовского могильника выявлены митохондриальные гаплогруппы U*, U2, U5, H, K, D.
Анализ останков 4 образцов антропологического материала из Подгоровского катакомбного могильника VIII—IX веков в Белгородской области, выявил Y-хромосомные гаплогруппы R1a-Z93>R1a1a1b2a2-Z2124, G, J2a и митохондриальные гаплогруппы I4a, D4m2.
У образца DA188 из Подгоровского могильника (Кат.12-п.1, 900 г., Белгородская область) определена митохондриальная гаплогруппа I5a4. У образца DA189 из Дмитриевского могильника (Кат. 172-п. 2, VIII—IX вв., Белгородская область) определена митохондриальная гаплогруппа J1b4 и Y-хромосомная гаплогруппа R1. У образца DA190 из Дмитриевского могильника (Кат. 171-п. 1, 733 год) определена митохондриальная гаплогруппа U1a1c1 и Y-хромосомная гаплогруппа G2a1a1-Z6653>G2a-FT61413.

## Этнический состав
Население салтово-маяцкой археологической культуры сопоставляется с населением Хазарского каганата: аланами, булгарами и хазарами.

### Лесостепной вариант
Керамика лесостепного варианта салтово-маяцкой культуры показывает присутствие пяти этнических групп, из которых две представлены аланскими племенными группировками, три — булгарскими.

### Альтернативные версии
В 60-е годы XX века украинский археолог Д. Т. Березовец предложил отождествить лесостепной (аланский) вариант салтово-маяцкой культуры с русами. По мнению историка и археолога Д. Л. Талиса, топонимы с корнем рос- (Rossofar, Rossoca, Rossa, Casale dei Rossi) в Крыму (Тарханкутский полуостров), на Тендровской косе, в Приазовье (близ устья Дона и к югу от Азова) и археологический материал из раннесредневековых поселений Таврики подтверждают концепцию Березовца о полной или частичной идентификации носителей салтовской культуры с русами арабских источников. В начале 2000-х годов гипотеза Березовца получила развитие в работах Е. С. Галкиной, которая отождествила донской аланский вариант салтово-маяцкой культуры с центральной частью Русского каганата, упоминаемого в византийских, западных и мусульманских источниках в IX веке. Она считает, что имя Русь от ираноязычных русов-аланов (роксоланов) донского варианта салтово-маяцкой культуры перешло из Русского каганата к славянскому населению не входившего в состав Русского каганата Среднего Поднепровья после разгрома Русского каганата венграми.